# Kanton La Villedieu-du-Clain
Der Kanton La Villedieu-du-Clain war bis 2015 ein französischer Wahlkreis im Département Vienne in der Region Poitou-Charentes. Der Hauptort des Kantons ist La Villedieu-du-Clain. Sein Vertreter im Generalrat des Départements war zuletzt von 2008 bis 2015 Gérard Rivaud (PS).

## Gemeinden
Der Kanton umfasste zehn Gemeinden:
| Gemeinde                | Einwohner Jahr | Fläche km² | Bevölkerungsdichte | Code INSEE | Postleitzahl |
| ----------------------- | -------------- | ---------- | ------------------ | ---------- | ------------ |
| Aslonnes                | 1.062 (2013)   | 23         | 46 Einw./km²       | 86010      | 86340        |
| Dienné                  | 545 (2013)     | 16,56      | 33 Einw./km²       | 86094      | 86410        |
| Fleuré                  | 1.069 (2013)   | 16,68      | 64 Einw./km²       | 86099      | 86340        |
| Gizay                   | 412 (2013)     | 20,76      | 20 Einw./km²       | 86105      | 86340        |
| Nieuil-l’Espoir         | 2.437 (2013)   | 20,64      | 118 Einw./km²      | 86178      | 86340        |
| Nouaillé-Maupertuis     | 2.751 (2013)   | 22,13      | 124 Einw./km²      | 86180      | 86340        |
| Roches-Prémarie-Andillé | 1.934 (2013)   | 22,37      | 86 Einw./km²       | 86209      | 86340        |
| Smarves                 | 2.651 (2013)   | 20,09      | 132 Einw./km²      | 86263      | 86240        |
| Vernon                  | 666 (2013)     | 38,38      | 17 Einw./km²       | 86284      | 86340        |
| La Villedieu-du-Clain   | 1.579 (2013)   | 7,16       | 221 Einw./km²      | 86290      | 86340        |

## Partnerschaften
- Wachtberg, Deutschland
- Bernareggio, Italien

Der Kanton war Mitglied im Regio Köln/Bonn e. V. und hatte eine Partnerschaft mit dem Rhein-Sieg-Kreis, dort insbesondere mit der Gemeinde Wachtberg. Beide Gebietskörperschaften waren aus zahlreichen Ortschaften zusammengesetzt. Seit der Unterzeichnung des Partnerschaftsvertrages mit der Gemeinde Wachtberg im Jahre 1979 koordinieren die Bürgermeister der einzelnen Gemeinden Austausche zwischen Grundschulen in den verschwisterten Orten. In der Wachtberger Ortschaft Berkum ist auch eine Straße nach La Villedieu-du-Clain benannt, der sogenannte La-Villedieu-Ring.